# Enrique Burgos Jr.
Enrique Burgos Arosemena (nacido el 23 de noviembre de 1990) es un lanzador de béisbol profesional panameño de los Mumbai Cobras del Baseball United. Ha jugado en la Liga Mayor de Béisbol (MLB) para los Diamondbacks de Arizona. Es hijo del también beisbolista Enrique Burgos.

## Carrera

### Inicios
Enrique Burgos nació en la Ciudad de Panamá, Panamá. Su padre, Enrique Burgos, es un ex lanzador zurdo que jugó en las menores y mayores durante un periodo de 17 años. El joven Burgos prefería el fútbol que el béisbol, pero comenzó a practicar este último deporte a los 14 años y firmó con los Diamondbacks Arizona como libre aficionado el 19 de julio de 2007, a la edad de 16 años

### Arizona Diamondbacks
Burgos fue lanzador abridor durante la mayor parte de sus más de siete años en las ligas menores, donde demostró la capacidad de ponchar a los bateadores pero también tuvo una alta tasa de bases por bolas. Su efectividad durante sus primeras cuatro temporadas fue de 5.93. En 2012 los Diamondbacks lo trasladaron al bullpen, donde su efectividad disminuyó a 2.35 en 2012 y 3.88 en 2013 Entre 2013 y 2014, redujo su tasa de bases por bolas en más del 50 por ciento, de más de una base por bolas por entrada en Low-A South Bend a 4.3 bases por bolas por nueve entradas en High-A Visalia. Fue agregado a la lista de 40 hombres de los Diamondbacks el 21 de octubre de 2014. Fue ascendido a las ligas mayores el 29 de abril de 2015. Esa noche, retiró a los tres bateadores que enfrentó en la novena entrada de la victoria de los Diamondbacks por 9-1 sobre los Rockies de Colorado. Burgos fue retirado de Triple-A Reno Aces el 2 de julio de 2016. Fue designado para asignación el 15 de mayo de 2017, para crear espacio para Reymond Fuentes, a quien le compraron su contrato a AAA.

### Atlanta Braves
El 20 de mayo de 2017, fue traspasado a los Bravos de Atlanta por consideraciones de efectivo. El 30 de agosto Burgos fue designado para cesión por los Bravos tras el ascenso de David Freitas. En 24 juegos para los Gwinnett Braves Triple-A, Burgos registró una efectividad de 5.24 con 26 ponches y 2 salvamentos en22 1⁄3 entradas lanzadas. Eligió la agencia libre después de la temporada el

### Detroit Tigers
El 5 de diciembre de 2017, Burgos firmó un contrato de ligas menores con los Tigres de Detroit. Fue puesto en libertad el 28 de marzo de 2018.

### Guerreros de Oaxaca
El 3 de julio de 2018 Burgos fichó con los Guerreros de Oaxaca de la Liga Mexicana.

### Pericos de Puebla
El 16 de agosto de 2018 Burgos fue traspasado a los Pericos de Puebla de la Liga Mexicana. Se convirtió en agente libre después de la temporada.

### Long Island Ducks
El 2 de abril de 2019 Burgos firmó con los Long Island Ducks de la Liga Atlántica de Béisbol Profesional. Apareció en 29 juegos para los Ducks, registrando un récord de 4-2 y efectividad de 2.43 con 13 salvamentos y 49 ponches en 29.2 entradas lanzadas.

### Leones de Yucatán
El 19 de julio de 2019, Burgos hizo seleccionar su contrato por los Leones de Yucatán de la Liga Mexicana. Burgos registró una efectividad estelar de 0.59 en 16 apariciones con Yucatán para cerrar el año. Burgos no jugó ningún partido en 2020 debido a la cancelación de la temporada de la Liga Mexicana a causa de la pandemia de COVID-19. En 2021, hizo 25 apariciones para el club, registrando una efectividad de 2.22 con 29 ponches en 24.1 entradas de trabajo. Burgos hizo 8 apariciones con Yucatán en 2022, pero tuvo problemas para lograr una efectividad de 7.36 con 5 ponches en 7.1 entradas lanzadas. Fue liberado por el equipo el 13 de julio de 2022.

### Miami Marlins
El 13 de enero de 2023, Burgos firmó un contrato de ligas menores con la organización Miami Marlins. Hizo 3 apariciones para Triple-A Jacksonville Jumbo Shrimp, permitiendo 6 carreras limpias en 3.1 entradas lanzadas. Burgos fue liberado por los Marlins el 19 de abril

### Leones de Yucatán
El 22 de mayo de 2023 Burgos fichó con los Leones de Yucatán de la Liga Mexicana.

### Algodoneros de Guasave
El 29 de agosto de 2023 fue fichado por los Algodoneros de Guasavede la Liga Mexicana del Pacífico.

### Mumbai Cobras
El 24 de octubre de 2023 fue drafteado al Mumbai Cobras de India de la Baseball United.

## Selección nacional
Antes de la temporada 2019, fue seleccionado para la selección nacional de béisbol de Panamá en el Clasificatorio a los Juegos Panamericanos 2019. En 2022, Burgos fue seleccionado para representar a Panamá en la clasificación al Clásico Mundial de Béisbol 2023.